# Unione Sportiva Pietrasanta
L'Unione Sportiva Pietrasanta è una società calcistica italiana con sede a Pietrasanta (LU). Milita in Promozione, la sesta serie del campionato italiano di calcio.

## Storia

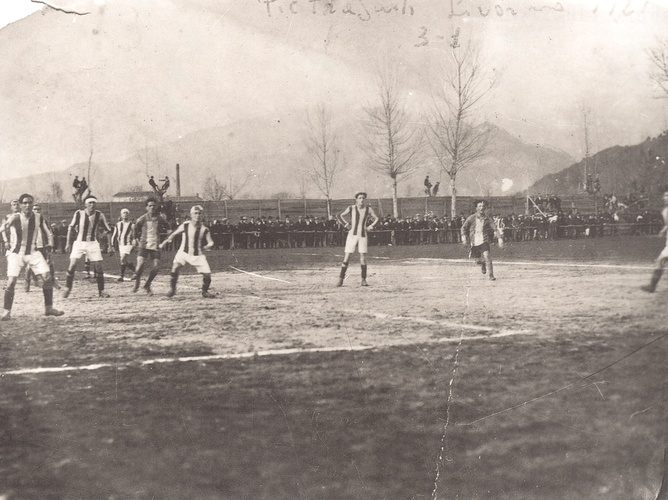
Pietrasanta–Livorno, 1921

### U.S. Pietrasanta
La società nasce nel 1911 con il nome di Unione Sportiva Pietrasanta.
Negli anni Venti milita in Seconda Divisione, così come nel decennio seguente.

### Il dopoguerra
Nel dopoguerra partecipa a due edizioni della Serie C fra il 1946 e il 1948. Nella stagione 1946/47 arrivò terza nel Girone C della Lega Centro, mentre l'anno successivo - nonostante il sesto posto finale nel Girone O - retrocesse nella nuova Promozione 1948-1949, che si sarebbe inaugurata dopo la ristrutturazione della terza serie.
Per tutti gli anni sessanta e settanta milita nel campionato di Serie D, che vince ad epilogo della stagione 1978-1979 conquistando la prima storica promozione in Serie C2. Milita nella quarta serie professionistica italiana per la sola stagione 1979-1980, retrocedendo subito, nonostante all'ultima giornata fosse in vantaggio per 2 a 0 a Savona nella gara poi persa 4-2

### Anni '80 e '90
Nel frattempo l'US Pietrasanta continua a militare nel massimo campionato dilettantistico per tutti gli anni ottanta e novanta fino alla stagione 1997-1998.

### Versilia 98
La società, ottenuta la salvezza, decide di fondersi con la vicina squadra di Seravezza (Versilia 95) formando il Versilia 98. Il Versilia 98, creato con il programma di arrivare tra i professionisti in pochi anni, disputa alcuni buoni campionati Nazionali Dilettanti.
Nella stagione 2004-2005 la squadra bluceleste perde clamorosamente la categoria e scende in Eccellenza, con buoni propositi di risalire rapidamente. Anche la stagione successiva si rileva catastrofica tanto che ai play-out con il Gavorrano dopo lo 0 a 0 dell'andata nel grossetano, il Versilia 98 perde al 90' 1-2 e retrocede in Promozione.
È l'inizio della fine: l'ultimo campionato in Promozione vede ancora retrocedere il Versilia 98, che poi nell'estate del 2007 cambierà denominazione in USD Querceta 1964.

### ASD Marina di Pietrasanta
Nel 1964 nasce l'ASD Marina di Pietrasanta che milita fra la Seconda e la Prima Categoria, arrivando in Promozione Toscana negli anni duemila.
Nel giugno 2006 il Pietrasanta, nel frattempo partecipante al campionato di Prima categoria e il Marina di Pietrasanta nel frattempo in Promozione, danno vita all'USD Pietrasanta Marina 1911. La nuova società, ad epilogo della sua prima stagione sportiva, ottiene subito la promozione in Eccellenza Toscana.
Nei due anni successivi il Pietrasanta Marina 1911 arriva sempre in vetta al campionato di Eccellenza, ma all'ultimo strappo arriva due volte secondo.
Nel 2009 il presidente Ciaponi riprende in mano la società e decide un piano di risanamento finanziario e l'uso di giovani promesse per affrontare la difficile stagione 2009-2010. Nonostante tutti gli addetti ai lavori la dessero per sicuro retrocesso, il Pietrasantamarina targato Andrea Danesi arriva invece 8º sfiorando l'accesso agli ennesimi play-off, obbiettivo centrato nella stagione successiva, arrivando 4ª. Nella stagione 2011-2012 una giovanissima compagine ben guidata da Simone Giuli raggiunge il 7º posto.
Nella stagione 2012-2013 l'ex nazionale siriano Chadi Cheikh Merai diventa allenatore del Pietrasanta Marina nel campionato di Eccellenza Toscana portando la squadra al 6º posto..
Nella stagione 2013-2014 la squadra, guidata dal neotecnico Giuseppe Della Bona si classifica al secondo posto qualificandosi per i play-off. Qui superano il Real Castelnuovo per 5-1 sul campo neutro di Larciano, ma nella doppia sfida con la Polisportiva Lentigione 1946 (andata a Pietrasanta 0-0 e ritorno a Lentigione 2-1 per gli emiliani) la squadra viene eliminata per un rigore generosamente fischiato per un presunto fallo risultato poi fuori area per oltre 2 metri.

### Pietrasanta Calcio 1911 USD
Il 18 giugno 2014 è stato modificato il nome della società da USD Pietrasanta Marina 1911 a  Pietrasanta Calcio 1911 USD, intendendo con questo allargare visibilità ed orizzonti ad un pubblico sempre più vasto e legato al territorio comunale di Pietrasanta. Oltre al confermato presidente Ciaponi, alla guida dal 1998, entrano a far parte del sodalizio bianco-celeste altri nomi illustri del territorio, come Riccardo Corredi, "re del materasso", pietrasantino di residenza e professione, il neovicepresidente Cristiano Baroni, stimato avvocato viareggino, e Settimo Giusti, ristoratore e proprietario di due importanti ristoranti a Marina di Pietrasanta. Restano anche lo storico Moreno Tetti, in società dal 1965, Giovanni Tosi, ex direttore generale della Banca di Credito Cooperativo della Versilia, Luca Frati, imprenditore locale in ambito turistico, e l'ex direttore generale Sandro Gemignani, anch'egli in qualità di consigliere. Dal 1º settembre 2014 il Pietrasanta Calcio 1911 USD ottiene la gestione diretta anche dello stadio comunale, che va ad aggiungersi al centro sportivo Pedonese, dove giocano stabilmente le squadre giovanili, ed al campo di Via del Sale. Alla guida viene confermato Della Bona, premiato da una giuria di giornalisti sportivi come miglior tecnico dell'Eccellenza tra le 34 squadre toscane per la stagione 2013-2014. Terminata la stagione a metà classifica, il presidente Ciaponi affida la panchina per l'annata 2015-2016 all'ex centrocampista della nazionale italiana Cristiano Zanetti.
Pietrasanta e fine di un'era
Il presidente Ciaponi decide di fare una fusione con la squadra del Seravezza Calcio (militante in serie D) per diventare una succursale di sole squadre giovanili, ma alla fine viene deciso all'ultimo momento ,all'inizio della stagione 2018-2019, di iscrivere la squadra appena retrocessa dall'Eccellenza al campionato di Promozione. La squadra raffazzonata lotta, ma resta nelle ultime posizioni per tutto il campionato. Per un miracolo sportivo la formazione riesce ad approdare all'ennesimo spareggio salvezza e perde a Lammari la categoria (in vantaggio 0-1 subisce un calcio di rigore in pieno recupero:1-1 al 94' e alla fine, dopo i supplementari; si salvano i capannoresi per la migliore classifica finale). Da qui la fine della storia. Si affaccia alla ribalta un'altra squadra cittadina, lo Sporting Pietrasanta 1909, che non ha niente a che fare con la vecchia dirigenza e che milita nel campionato di 1ª categoria 2019-2020.

## Palmarès
Competizioni nazionali
- Serie C2  stagione 1980-1981

### Competizioni interregionali
- Serie D: 1

1978-1979 (girone D)

### Competizioni regionali
- Eccellenza: 1

1995-1996 (girone A)
- Promozione: 1

1990-1991 (girone A)
- Prima Categoria: 1

1959-1960 (girone A)
- Campionato italiano di terza divisione: 2

1923-1924 (girone B), 1925-1926 (girone C)